# Lofton R. Henderson
Lofton R. Henderson, né à Lorain (Ohio) le 24 mai 1903 et mort (KIA) aux îles Midway le 4 juin 1942, est un aviateur appartenant au Corps des Marines des États-Unis pendant la Seconde Guerre mondiale.

## Biographie
Lofton R. Henderson était le commandant du Marine Scout Bombing Squadron 241 (VMSB-241) lors de la bataille de Midway et est connu pour avoir été le premier pilote de l'aéronavale à mourir pendant cette bataille alors qu'il menait son escadron à l'attaque des forces japonaises.

## Hommages
Son nom a été donné au terrain d'aviation de Guadalcanal, pris aux Japonais en août 1942.